# NGC 6503
NGC 6503 este o dwarf spiral galaxy⁠(d) situată în constelația Dragonul. A fost descoperită în 22 iulie 1854 de către Arthur von Auwers⁠(d). Se află la o distanță de 6,25 megaparseci de Pământ.